# أولاد احميتي (أولاد سعيد)
أولاد احميتي هي إحدى مشيخات المملكة المغربية، تتبع جغرافيا لإقليم سطات وإداريًا لأولاد سعيد. يقدر عدد سكانها بـ 2568 نسمة حسب الإحصاء الرسمي للسكان والسكنى لسنة 2004.